# Chainsaw Man
Chainsaw Man (チェンソーマン, Chensō Man, lit. L'home motoserra) és una sèrie de manga japonesa escrita i il·lustrada per Tatsuki Fujimoto. Es va començar a serialitzar a la revista de manga shōnen de Shūkan Shōnen Jump el desembre de 2018 i va finalitzar el desembre de 2020, recollida en onze volums tankōbon. Chainsaw Man segueix la història d'en Denji, un jove empobrit que després de fer un contracte amb un diable semblant a un gos anomenat Pochita, es fusiona amb en Denji, atorgant-li la capacitat de transformar parts del seu cos en motoserres. En Denji finalment s'uneix als Caçadors de Dimonis de Seguretat Pública, una agència governamental centrada a lluitar contra els diables sempre que es converteixin en una amenaça per al món.
Una segona part del manga de la sèrie es va començar a publicar a la revista en línia Shōnen Jump+ de Shueisha a partir del 13 de juliol de 2022. El 12 d'octubre del 2022 es va estrenar una adaptació anime per part de MAPPA Studio.
El desembre de 2021, el manga tenia més de 12 milions de còpies en circulació. El 2021, va guanyar el 66è Shogakukan Manga Award en la categoria shōnen, així com els Harvey Awards en la categoria Millor Manga. Chainsaw Man ha estat generalment ben rebut pels crítics, que han elogiat la seva narració i els seus personatges, i han destacat especialment les seves escenes violentes en el context de la història.
Norma Editorial va començar a publicar-ne el manga en català el 9 de setembre del 2022.

## Argument
La història està ambientada en un món on els dimonis neixen de les pors humanes. Els dimonis solen ser perillosos i malèvols, el seu poder és proporcional a la por que inciten. No obstant això, els humans poden contractar-hi per utilitzar el seu poder, i hi ha individus especialitzats a caçar-los i utilitzar-los, anomenats Caçadors de Dimonis. Els dimonis venen de l'infern, i existeixen en un cicle entre la Terra i l'infern: migren a la Terra quan els maten a l'infern, i viceversa. A l'infern hi viuen diables extremadament poderosos anomenats Pors Primigènies, que mai han estat assassinats. El trànsit entre plans sembla que està supervisat pel Dimoni Infernal.
Un dimoni pot, en determinades condicions, habitar el cos d'un humà mort, guanyant alguns dels seus records i personalitat; una criatura així s'anomena Diable. Es diu que els dimonis que tenen una forma humanoide són benèvols amb els humans.
Els esdeveniments de la història tenen lloc l'any 1997, en una línia temporal alternativa en què la Unió Soviètica encara existeix, i molts esdeveniments com l'Holocaust sembla que no han succeït.

## Personatges

### Protagonistes
Denji (デンジ)
Un noi amb els cabells rossos fets un garbuix, ulls marrons groguencs penetrants amb bosses a sota i dents afilades. Un dia hereta el deute que el seu difunt pare havia contret amb la Yakuza. Després de conèixer el Chainsaw Devil Pochita, es converteix en un Caçador de Dimonis en un intent de liquidar el seu deute. La Yakuza el mata, i en Pochita es converteix en el seu cor, establint un contracte amb Denji, que viurà la seva vida normal somiada. Després d'això, es pot transformar en l'híbrid dimoni-humà conegut com a Chainsaw Man estirant el cordó que té al pit. Després de conèixer la Makima, es converteix en un Caçador de Dimonis de Seguretat Pública, per viure en condicions humanes. La seva principal motivació és la seva atracció cap a la Makima.
Makima (マキマ)
Una dona misteriosa que actua com a cap de la Divisió de Seguretat Pública 4, que fa d'en Denji el seu animal de companyia humà. La Makima és astuta, intel·ligent i manipuladora; controla en Denji aprofitant la seva atracció per ella amb promeses d'establir una relació, alhora que amenaça d'exterminar-lo en cas de desobediència. Durant gran part de la història, els seus objectius són desconeguts i les seves bones intencions són ambigües. Més tard es revela que és el Dimoni del Control, que encarna la por a la dominació, i busca utilitzar l'home de la motoserra, de qui està enamorada, per crear un món sense patiment. Amb aquesta finalitat, ella controla les desgràcies que succeeixen a en Denji durant la sèrie. Després de ser assassinada per en Denji, reneix com una nena anomenada Nayuta (ナユタ), i es posa a càrrec seu, per ser criada com una millor persona.
Aki Hayakawa (早川アキ, Hayakawa Aki)
Un Caçador de Dimonis de Seguretat Pública que treballa sota l'escamot de la Makima. Té un contracte amb el diable guineu i el diable maleït, que li permet convocar el cap del primer i utilitzar una punta letal a canvi de la seva vida útil. Més tard fa un contracte amb el Dimoni del Futur, que li permet veure uns quants segons en el futur. L'Aki és estoic, madur i fiable, però té una part amable quan està sol. Creix a preocupar-se molt per en Denji i la Power, tot i enfrontar-s'hi. Mor durant una baralla entre la Makima i el Dimoni Pistola, i es converteix en el Diable Pistola, que en Denji es veu obligat a matar.
Power (パワー, Pawā)
El Diable de Sang i una Caçadora de Dimonis de Seguretat Pública a l'escamot de la Makima. La Power té aspecte d'una noia amb els cabells llargs, però quan és un Diable, té unes banyes vermelles curtes que li sobresurten del cap. Li encanta la violència i és infantil, cobdiciosa, gairebé totalment automotivada i disposada a fer mal als altres per a la seva pròpia satisfacció. La Power s'estima el seu gat, en Meowy, i fins i tot en un moment està disposada a sacrificar la vida d'en Denji per salvar-lo. Ella es preocupa profundament per en Denji i l'Aki, els seus primers amics de veritat. La Makima la mata davant d'en Denji, per desesperar en Denji. La Power reviu com el Dimoni de Sang de la sang d'en Denji, però la Makima la torna a ferir mortalment. Abans de morir, la Power fa un contracte amb en Denji: a canvi de la seva sang, ella li demana a en Denji que trobi el Dimoni de Sang renascut i que la torni a convertir en la Power perquè tornin a ser amics.

## Contingut de l'obra

### Manga
Chainsaw Man està escrit i il·lustrat per Tatsuki Fujimoto. La primera part de la sèrie, l'"Arc de seguretat pública" (公安編, Kōan-hen), es va publicar a la revista Weekly Shōnen Jump de Shueisha del 3 de desembre de 2018 al 14 de desembre de 2020. Shueisha va reunir-ne els capítols en onze volums individuals de tankōbon, publicats del 4 de març de 2019 al 4 de març de 2021.
El 14 de desembre de 2020, després de la conclusió de la sèrie a Weekly Shōnen Jump, se'n va anunciar una segona part que es publicaria a la revista en línia Shōnen Jump+ de Shueisha. El 19 de desembre de 2020, es va anunciar que la segona part, l'"Arc escolar" (学校編, Gakkō-hen), tractaria d'en Denji anant a l'escola. Es va començar a serialitzar el 13 de juliol de 2022.
Norma Editorial va començar a publicar-ne el manga en català el 9 de setembre del 2022.

### Anime
El 14 de desembre de 2020, es va anunciar que el manga rebria una adaptació d'anime produïda per MAPPA. Va tenir una presentació a la Jump Festa '21, com a part de la sèrie de presentacions de Jump Studio que es van fer en línia del 19 al 20 de desembre de 2020. El primer tràiler de la sèrie d'anime es va mostrar a l'esdeveniment "MAPPA Stage 2021 – 10th Anniversary", celebrat el 27 de juny de 2021. L'anime està dirigit per Ryū Nakayama (director) i Makoto Nakazono (director en cap d'episodis), amb guions de Hiroshi Seko, dissenys de personatges de Kazutaka Sugiyama i dissenys de diable de Kiyotaka Oshiyama. Tatsuya Yoshihara és el director d'acció i Yūsuke Takeda dirigeix l'art. Naomi Nakano és l'artista clau del color i Yohei Miyahara en dissenya les pantalles. La música està composta per Kensuke Ushio. La sèrie es va estrenar el 12 d'octubre del 2022.

## Recepció

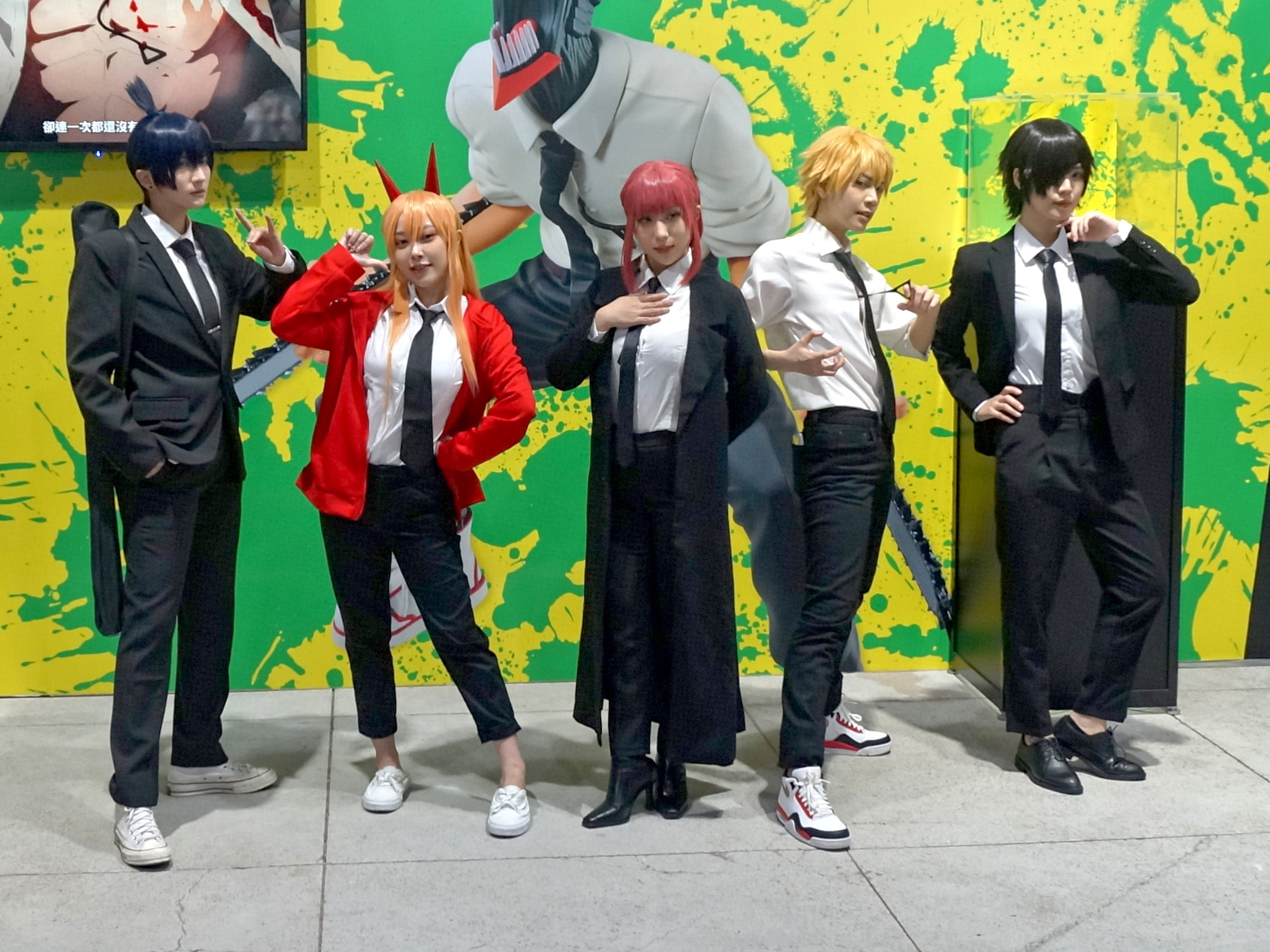
Fans cosplayats de personatges de Chainsaw Man. D'esquerra a dreta: Aki Hayakawa, Power, Makima, Denji, i Himeno

La sèrie va ocupar el lloc número 4 a Kono Manga ga Sugoi de Takarajimasha! llista del millor manga del 2020 per a lectors masculins i va encapçalar la llista del 2021. A la llista de la revista Freestyle The Best Manga 2020 Kono Manga wo Yome!, la sèrie va ocupar el lloc número 12, i el lloc número 16, juntament amb Kimetsu no Yaiba, a la llista del 2021. Va ocupar el segon lloc, darrere de Spy × Family, a "Còmics recomanats per als treballadors de la llibreria en l'àmbit nacional de 2020" per la llibreria en línia Honya Club. El 2020, la sèrie va ocupar el lloc número 10 a l'enquesta "Adaptació a Anime més desitjada" realitzada per AnimeJapan. La sèrie va ocupar el lloc número 45 a la llista del "Llibre de l'any" del 2020 de la revista Da Vinci; va ocupar el lloc número 43 a la llista del 2021. A l'enquesta Manga Sōsenkyo 2021 de TV Asahi, en què 150.000 persones van votar les 100 millors sèries de manga, Chainsaw Man va ocupar-ne el lloc número 58. La sèrie va ocupar el lloc número 12 dels Premis Anuals de Tendència Japó de Twitter de l'any 2021, basats en les principals tendències del moment de l'any de la xarxa social.

### Manga

#### Vendes
L'agost de 2020, el manga tenia més de 3 milions de còpies en circulació. L'octubre de 2020, el manga tenia més de 4,2 milions de còpies en circulació. El desembre de 2020, el manga tenia més de 5 milions de còpies en circulació. El gener de 2021, el manga tenia més de 6,4 milions de còpies en circulació. El març de 2021, el manga tenia més de 9,3 milions de còpies en circulació. El juny del 2021, el manga tenia 11 milions de còpies en circulació. El desembre de 2021, el manga tenia més de 12 milions de còpies en circulació, més de 13 milions de còpies en circulació el juny de 2022; més de 15 milions de còpies en circulació l'agost de 2022; més de 16 milions de còpies en circulació el setembre de 2022; més de 18 milions de còpies en circulació l'octubre de 2022 més de 20 milions de còpies en circulació el novembre de 2022; més de 23 milions de còpies en circulació el gener de 2023; més de 24 milions de còpies en circulació el maig de 2023 i més de 26 milions de còpies al circulació fins a l'agost de 2023.
Chainsaw Man va ser la cinquena sèrie de manga més venuda durant la primera meitat de 2021 (període entre novembre de 2020 i maig de 2021), amb més de 4 milions de còpies venudes. El 2021, va ser el setè manga més venut amb més de 5 milions de còpies venudes. Va ser el segon manga més venut durant la primera meitat de 2023 (període entre novembre de 2022 i maig de 2023), amb més de 4,4 milions de còpies venudes, mentre que els volums 12-14 es trobaven entre els volums de manga més venuts del mateix període. Els volums 13 i 14 es trobaven entre els volums de manga més venuts del 2023. El volum 14 va ser el sisè volum de manga de primera tirada més alt de Shueisha del 2023 al 2024 (període d'abril de 2023 a març de 2024), amb 800.000 còpies impreses.
A Amèrica del Nord, els volums de Chainsaw Man es van classificar a la llista mensual de les 20 novel·les gràfiques per a adults de NPD BookScan des de l'octubre de 2020. També es van classificar a la llista mensual de llibres gràfics i manga de The New York Times des de l'abril de 2021. Segons ICv2, Chainsaw Man va ser la desena franquícia de manga més venuda durant el quart trimestre de 2021 (setembre-desembre) als Estats Units, i també va ser la tercera "franquícia de manga més rentable" per a les prestatgeries dels minoristes, segons els càlculs del lloc web, les franquícies de manga van tenir les vendes més altes per volum. Segons NPD BookScan, els tres primers volums de Chainsaw Man es van classificar entre els 20 volums de manga més venuts el 2021; va ser la sèrie de manga més venuda l'any 2022, amb vuit volums destacats entre els 20 més venuts- venent volums de manga; quatre volums es trobaven entre els 20 volums de manga més venuts el 2023. El primer volum va vendre 18.000 còpies als Estats Units el 2020, i els vuit volums col·lectivament es van vendre 623.000 còpies el 2021.

#### Crítica
Chainsaw Man ha estat generalment ben rebut per la crítica. James Beckett d'Anime News Network va classificar el primer volum com a B+. Beckett va comentar: "[Chainsaw Man és] estúpid, pervertit, fosc i estrany, que ja és el tipus de mescla tonal pel qual estic acostumat en el meu art", elogiant també la seva convincent construcció del món i el desenvolupament del personatge, afegint-hi que el volum "obté molta bona voluntat en comprometre's amb la seva marca sorprenentment seriosa i encantadora de ferotge dessagnació". Nicholas Dupree, del mateix lloc web, va comentar: "[i] és un viatge d'emocions estranyes, imprevisible i innegablement únic, és estimar-lo o odiar-lo, no hi ha res més semblant". Hannah Collins, de Comic Book Resources, va donar una crítica positiva a la sèrie, afirmant: "Chainsaw Man porta tots els distintius d'una sèrie d'acció sobrenatural estàndard, però els seus moments més tranquils és on el seu cor fosc batega més ràpid". Julia Lee de Polygon va donar una crítica positiva a la sèrie, comentant: "Chainsaw Man és considerada una de les millors sèries noves de Shonen Jump, i per una bona raó, combinat amb una història única i divertida sobre diables fa que sigui un gran manga." Sheena McNeil de Sequential Tart va donar al primer volum un 9/10. McNeil va declarar: "No pensava que anés a gaudir d'aquest manga. M'alegro d'haver-me equivocat!" Va assenyalar que la sèrie té elements similars d'Army of Darkness, Devilman, Dorohedoro i la inspiració de diverses sèries de caça de diables, recomanant-la als fans d'aquestes obres.

#### Premis
| Any  | Premi                             | Categoria                                        | Resultat  | Ref.                 |
| ---- | --------------------------------- | ------------------------------------------------ | --------- | -------------------- |
| 2019 | 5è Next Manga Award               | Impressió                                        | Segon     | [ 68 ]               |
| 2019 | 3è Tsutaya Comic Award            | Pròxima pausa                                    | Novè      | [ 69 ]               |
| 2020 | 13è Manga Taishō                  | Manga Taishō                                     | Vuitè     | [ 70 ] [ 71 ]        |
| 2021 | 66è Shogakukan Manga Award        | Millor manga shonen                              | Guanyador | [ 72 ] [ 73 ] [ 74 ] |
| 2021 | Harvey Award                      | Millor manga                                     | Guanyador | [ 75 ] [ 76 ]        |
| 2021 | 27è Manga Barcelona               | Millor manga shonen                              | Guanyador | [ 77 ]               |
| 2022 | Japan Expo Awards                 | Daruma el millor dibuix                          | Guanyador | [ 78 ]               |
| 2022 | Japan Expo Awards                 | Daruma a la millor reproducció                   | Guanyador | [ 78 ]               |
| 2022 | Japan Expo Awards                 | Daruma al millor manga d'acció                   | Guanyador | [ 78 ]               |
| 2022 | Eisner Award                      | Best U.S. Edition of International Material—Asia | Nominat   | [ 79 ]               |
| 2022 | Harvey Award                      | Millor manga                                     | Guanyador | [ 80 ] [ 81 ]        |
| 2023 | Japan Expo Awards                 | Daruma al millor manga                           | Guanyador | [ 82 ]               |
| 2023 | Harvey Award                      | Millor manga                                     | Guanyador | [ 83 ] [ 84 ]        |
| 2024 | 51è Festival del Còmic d'Angulema | Selecció oficial                                 | Nominat   | [ 85 ]               |

### Anime
A l'agregador de ressenyes Rotten Tomatoes, la primera temporada de Chainsaw Man té una puntuació d'aprovació del 97% basada en 89 ressenyes, amb una puntuació mitjana de 8/10. El consens dels crítics del lloc diu: "Distingit per la seva animació rugent i el seu sentit de l'humor, Chainsaw Man és un anime d'acció amb dents". Mónica Marie Zorrilla d'Inverse va descriure Chainsaw Man com el destacat de l'"anime de lluita contra dimonis" del 2022. També va elogiar el contrast de Denji amb altres protagonistes shōnen en les seves motivacions més senzilles com "les noies i el menjar". Rafael Motamayor d'IGN va elogiar la fotografia, la dinàmica dels personatges i l'aproximació als seus moments emocionals. També la va descriure com una barreja reeixida de "sèries de comèdia, terror i acció en el lloc de treball", en contrast amb la majoria dels shōnen. IGN i Polygon van elogiar les escenes d'acció i els seus sobtats canvis de to d'escenes emocionals a "humor de comèdia sexual juvenil dels anys 2000", mentre que Polygon també va elogiar les seves dotze escenes finals diferents.

#### Premis
| Any  | Premi                                  | Categoria                                 | Destinatari                                    | Resultat  | Ref.    |
| ---- | -------------------------------------- | ----------------------------------------- | ---------------------------------------------- | --------- | ------- |
| 2022 | Billboard Japan Music Awards           | Hot Animation                             | "Kick Back" per Kenshi Yonezu                  | novè      | [ 90 ]  |
| 2022 | Reiwa Anisong Awards                   | Premi al millor treball                   | "Kick Back" per Kenshi Yonezu                  | Nominat   | [ 91 ]  |
| 2022 | Reiwa Anisong Awards                   | Premi a la millor cançó d'anime           | "Kick Back" per Kenshi Yonezu                  | Guanyador | [ 91 ]  |
| 2022 | Reiwa Anisong Awards                   | Premi a la millor lletra                  | Ano i Shuichi Mabe per "Chu, Tayōsei"          | Nominat   | [ 91 ]  |
| 2022 | Reiwa Anisong Awards                   | Premi a la millor composició              | Kenshi Yonezu per "Kick Back"                  | Nominat   | [ 91 ]  |
| 2022 | Reiwa Anisong Awards                   | Premi la millor arranjament               | Kenshi Yonezu i Daiki Tsuneta per "Kick Back"  | Nominat   | [ 91 ]  |
| 2023 | Festival de Cinema d'Animació d'Annecy | Best TV Films Production                  | Chainsaw Man – Capítol 1: "Dog & Chainsaw"     | Nominat   | [ 92 ]  |
| 2023 | Japan Expo Awards                      | Daruma al millor opening                  | "Kick Back" per Kenshi Yonezu                  | Guanyador | [ 93 ]  |
| 2023 | 45è Anime Grand Prix                   | Millor cançó                              | "Kick Back" per Kenshi Yonezu                  | Cinquè    | [ 94 ]  |
| 2023 | 13è Newtype Anime Awards               | Millor personatge (Masculí)               | Aki Hayakawa                                   | Sisè      | [ 95 ]  |
| 2023 | 13è Newtype Anime Awards               | Millor mascota                            | Pochita                                        | Cinquè    | [ 95 ]  |
| 2023 | Billboard Japan Music Awards           | Hot 100                                   | "Kick Back" per Kenshi Yonezu                  | Quart     | [ 96 ]  |
| 2023 | Billboard Japan Music Awards           | Més cançons per streaming                 | "Kick Back" per Kenshi Yonezu                  | Quart     | [ 97 ]  |
| 2023 | Billboard Japan Music Awards           | Més cançons descarregades                 | "Kick Back" per Kenshi Yonezu                  | Vuitè     | [ 98 ]  |
| 2023 | Billboard Japan Music Awards           | Animació picant                           | "Kick Back" per Kenshi Yonezu                  | Segon     | [ 96 ]  |
| 2023 | Billboard Japan Music Awards           | Cançons principals generades pels usuaris | "Kick Back" per Kenshi Yonezu                  | Dotzè     | [ 99 ]  |
| 2024 | 51è Premis Saturn                      | Millor sèrie d'animació                   | Chainsaw Man                                   | Nominat   | [ 100 ] |
| 2024 | 8è Crunchyroll Anime Awards            | Anime de l'any                            | Chainsaw Man                                   | Nominat   | [ 101 ] |
| 2024 | 8è Crunchyroll Anime Awards            | Millor acció                              | Chainsaw Man                                   | Nominat   | [ 101 ] |
| 2024 | 8è Crunchyroll Anime Awards            | Millor animació                           | Chainsaw Man                                   | Nominat   | [ 101 ] |
| 2024 | 8è Crunchyroll Anime Awards            | Millor sèrie revelació                    | Chainsaw Man                                   | Guanyador | [ 101 ] |
| 2024 | 8è Crunchyroll Anime Awards            | Millor disseny del personatge             | Kazutaka Sugiyama                              | Nominat   | [ 101 ] |
| 2024 | 8è Crunchyroll Anime Awards            | Millor cinematografia                     | Teppei Ito                                     | Nominat   | [ 101 ] |
| 2024 | 8è Crunchyroll Anime Awards            | Millor direcció d'art                     | Yusuke Takeda                                  | Nominat   | [ 101 ] |
| 2024 | 8è Crunchyroll Anime Awards            | Millor puntuació                          | Kensuke Ushio                                  | Nominat   | [ 101 ] |
| 2024 | 8è Crunchyroll Anime Awards            | Millor personatge principal               | Denji                                          | Nominat   | [ 101 ] |
| 2024 | 8è Crunchyroll Anime Awards            | Millor personatge secundari               | Power                                          | Nominat   | [ 101 ] |
| 2024 | 8è Crunchyroll Anime Awards            | Personatge "S'ha de protegir a tot cost"  | Pochita                                        | Nominat   | [ 101 ] |
| 2024 | 8è Crunchyroll Anime Awards            | Millor direcció                           | Ryu Nakayama                                   | Nominat   | [ 101 ] |
| 2024 | 8è Crunchyroll Anime Awards            | Millor opening                            | "Kick Back" per Kenshi Yonezu                  | Nominat   | [ 101 ] |
| 2024 | 8è Crunchyroll Anime Awards            | Millor ending                             | "Hawatari Nioku Centi" per Maximum the Hormone | Nominat   | [ 101 ] |
| 2024 | 8è Crunchyroll Anime Awards            | Millor cançó d'anime                      | "Kick Back" per Kenshi Yonezu                  | Nominat   | [ 101 ] |
| 2024 | 8è Crunchyroll Anime Awards            | Millor actuació VA (Japonès)              | Kikunosuke Toya per Denji                      | Nominat   | [ 101 ] |
| 2024 | 8è Crunchyroll Anime Awards            | Millor actuació VA (Anglès)               | Ryan Colt Levy per Denji                       | Guanyador | [ 101 ] |
| 2024 | 8è Crunchyroll Anime Awards            | Millor actuació VA (Castellà)             | Emilio Trevino per Denji                       | Guanyador | [ 101 ] |
| 2024 | 8è Crunchyroll Anime Awards            | Millor actuació VA (Francès)              | Zina Khakhoulia per Power                      | Nominat   | [ 101 ] |
| 2024 | 8è Crunchyroll Anime Awards            | Millor actuació VA (alemany)              | Franziska Trunte per Power                     | Guanyador | [ 101 ] |
| 2024 | 8è Crunchyroll Anime Awards            | Millor actuació VA (Portuguès)            | Luisa Viotti per Makima                        | Nominat   | [ 101 ] |
| 2024 | 8è Crunchyroll Anime Awards            | Millor actuació VA (Castellà d'Espanya)   | Joel Gomez Jimenez per Denji                   | Guanyador | [ 101 ] |
| 2024 | 8è Crunchyroll Anime Awards            | Millor actuació VA (Castellà d'Espanya)   | Millor actuació VA per Power                   | Nominat   | [ 101 ] |
| 2024 | 8è Crunchyroll Anime Awards            | Millor actuació VA (Italià)               | Benedetta Ponticelli per Makima                | Nominat   | [ 101 ] |
| 2024 | 8è Crunchyroll Anime Awards            | Millor actuació VA (Italià)               | Mosè Singh per Denji                           | Guanyador | [ 101 ] |